# Kay Rush
Kathleen Kay Rush (Milwaukee, Wisconsin; 6 de enero de 1961) es una periodista, escritora y presentadora de radio y TV estadounidense.

## Biografía
Su madre es japonesa y su padre es suizo alemán. Vivió muchos años en Milán, teniendo la nacionalidad italiana. Ahora vive en Chamonix, Francia y en Rishikesh, India. Su acento se debe a hablar inglés, italiano, español y francés, hindi. Se casó en 2003 con el baloncestista Ismael Santos, y la boda se celebró en Milwaukee, ciudad natal de Kay. En 2011 se divorciaron. 
Estudió Creative Writing en la Universidad de Milwaukee - Wisconsin, en el Actor's Studio de Nueva York. Es también sommelier de vinos italianos. Posee página web propia desde 1999, y un blog, ambos en italiano e inglés.
En España presentó y fue uno de los autores del programa Nosolomúsica, de Telecinco, hasta septiembre de 2004. 
Ha participado en numerosos programas de televisión de Italia, como Pressing, un programa de deportes en Italia 1, Extreme en Telepiu y Hit parade, Discoring y The labour day rock festival en la RAI. Ha participado en Mosca ciega con Aitana Sánchez-Gijón y en la serie de televisión Pazza famiglia, ambas de RAI 1, y en la obra Ricuerda con rabia, interpretando al personaje de Helena Charles.
Entre sus premios se encuentra el Telegatto, por su labor en Deejay Television y por el programa Pressing.

### Periodismo
Presentó el festival de San Remo y el concierto de Madonna en Turín. Ha realizado numerosas entrevistas, entre ellas las de Lionel Richie, Isabel Allende, Carla Bruni, John Kay, Willie G. Davidson y su hijo Bill (de la firma Harley Davidson), David Bowie, Mick Jagger, Mary J. Blige, Sting, Alanis Morissette, Alessandro Baricco, los diseñadores Dolce & Gabbana y Giorgio Armani, el piloto de motociclismo Fonsi Nieto, el cocinero Ferran Adrià y el fotógrafo David LaChapelle.
Ella ha aparecido en Vogue, Marie Claire, Maxim, Man, Rolling Stone, Elle, Interviú, El Día, El Semanal TV y El Mundo.
Su más importante trabajo en la radio ha sido presentar Rush Hour, un talk show diario en Radio Monte Carlo, Monte Carlo nights, en Radio Monte Carlo, una emisora italiana de Mónaco que emite casi por completo en italiano. Ha publicado quince compilaciones de grande éxito de música deep y soulful house Kay Rush Presents Unlimited. Después de terminar en el Actor’s Studio, ejerció de entrevistadora en diversos programas de radio, en las emisoras de Radio Deejay (Italia) y Radio Station On (Estados Unidos). Presenta Rush hour junto a la actriz italiana Debora Villa. En la misma emisora presenta, además, Monte Carlo nights Unlimited. Desde hace el 2012, siempre en Radio Monte Carlo desde el lunes hasta el viernes, presenta 'Kay is in the Air', un programa de actualidades y noticias internacionales. Presenta su programa desde su estudio en casa en Chamonix.
En el 2007, salió su primera novela, 'Il Seme del Desiderio' (La Semilla del Deseo) con la editora Sonzogno - Rizzoli.
En el 2009, salió su segunda novela, 'Winter Love' con la editora Sonzogno - Marsilio. 
Kay practica yoga todos los días y es amante de los deportes de montaña.